# Imréd
Imréd (1899-ig Jabrikó, szlovákul: Jabriková): Tajó településrésze, korábban önálló falu Szlovákiában, a Besztercebányai kerületben, a Besztercebányai járásban.

## Fekvése
Besztercebányától 7 km-re északnyugatra fekszik. Tajó északnyugati nyúlványát alkotja.

## Története
A 18. század végén Vályi András így ír róla: „JABRIKOVA. vagy Kralli. Olvasztó mühely Zólyom Vármegyében.”
Fényes Elek 1851-ben kiadott geográfiai szótárában így ír a faluról: „Jabrikova, tót falu, Zólyom vmegyében, a tajovai völgyben, hegyoldalban szétszórva 279 kath. 30 evang. lak., kik jobbára kir. hutákban dolgoznak. A falu mellett folyik Szpolocsna patak. Ut. p. Beszterczebánya. Birja Radvánszky család.”
1910-ben 292, túlnyomórészt szlovák lakosa volt. A trianoni diktátumig területe Zólyom vármegye Besztercebányai járásához tartozott.

## Lásd még
- Tajó